# Carabaña
Carabaña – miejscowość w Hiszpanii we wspólnocie autonomicznej Madryt, około 50 km od Madrytu, w pobliżu Autovía A-3, głównej autostrady do Walencji. Miejscowość położona wzdłuż rzeki Tajuña. Słynie z produkcji oliwy z oliwek. W Carabaña znajduje się największy kompleks spa w Europie.